# Węglik purpurowy
Węglik purpurowy (Anthracothorax mango) – gatunek małego ptaka z rodziny kolibrowatych (Trochilidae). Występuje endemicznie na Jamajce, zwłaszcza wzdłuż północnego wybrzeża.
TaksonomiaGatunek monotypowy. Ostatnie badania filogenetyczne oparte na widmach kolorów upierzenia wykazały, że jest najbardziej podstawowym gatunkiem w obrębie rodzaju Anthracothorax. Uważa się, że być może jest blisko spokrewniony z węglikiem antylskim (A. dominicus), a najbliższym krewnym z Ameryki Środkowej jest prawdopodobnie węglik krawatowy (A. prevostii).
MorfologiaOsiąga wielkość 11–12 cm i masę 8,5–9,1 g. Średniej wielkości ciemnawy koliberek, łatwo odróżnialny od wszystkich innych gatunków Anthracothorax. Samice są podobne do samców.
BiotopJego naturalne siedliska to głównie las subtropikalny lub tropikalny wilgotny las nizinny. Często występuje na obrzeżach lasów, zalatuje też do ogrodów i na plantacje.
RozródGniazduje przez cały rok (najczęściej w okresie od stycznia do maja), budując gniazdo w kształcie miseczki na grubej gałęzi drzewa na wysokości 3–8 metrów. W zniesieniu dwa białe jaja, ich inkubacją zajmuje się samica.
PożywienieJego pożywieniem jest nektar z szerokiej gamy kwiatów i roślin. Chwyta też w locie drobne stawonogi.
StatusIUCN uznaje go za gatunek najmniejszej troski (LC – Least Concern), bo chociaż ma ograniczony zasięg, jego liczebność prawdopodobnie nie spada na tyle szybko, by zaliczyć go do innej kategorii. Ptak ten opisywany jest jako dość pospolity.